# Pike
För tyget, se piké.

Logotyp för Pike

Pike, från början kallat µLPC, är ett programspråk liknande C och Java, utvecklat vid föreningen Lysator vid Linköpings universitet. Pike-tolken är fri programvara som finns tillgänglig under flera licenser; GPL, LGPL eller Mozilla Public License.
Webbservern Roxen är helt skriven i Pike och serverdelen som komprimerar och anpassar webbsidor för mobiltelefonwebbläsaren Opera Mini är delvis skriven i detta språk.